# 印第安納瓊斯冒險旅程：水晶骷髏頭魔宮
印第安納瓊斯冒險旅程：水晶骷髏頭魔宮（インディ・ジョーンズ・アドベンチャー：クリスタルスカルの魔宮）是一個位於日本千葉縣東京迪士尼海洋內的加強動作車輛（EMV）類型遊樂設施，以電影《印地安納瓊斯》系列為故事背景，在2001年9月4日開幕。遊客在設施內乘坐改造過的軍用運輸車輛，跟隨考古探險家印地安納·瓊斯一同進入失落的魔宮探險。
在美國加州的迪士尼樂園探險世界內另有一座在1995年開幕的類似設施：「印第安納瓊斯冒險旅程：禁忌之眼魔宮」（Indiana Jones Adventure: Temple of the Forbidden Eye）。

## 歷史
由於佛羅里達州迪士尼好萊塢影城中的「印地安納瓊斯壯觀特技秀」（Indiana Jones Epic Stunt Spectacular）的成功，乔治·卢卡斯決定與迪士尼合作，在加州的迪士尼樂園內建造新的遊樂設施。與之前的合作方案不同，加州的禁忌之眼魔宮有著「1935年印度失落三角洲」的故事背景設定。而東京的「印第安納瓊斯冒險旅程：水晶骷髏頭魔宮」則是是迪士尼與卢卡斯影业之間的第七度合作。
加州的禁忌之眼魔宮在1993年8月動工。有超過400名來自華特迪士尼幻想工程的工程師參與了設計與建造，其中最重要的核心小組約有100人，計劃的主導人是東尼·巴斯特（Tony Baxter）。工程小組在一間倉庫內測試設施裡的重要部分，並建造了完整尺寸的高架軌道來模擬設施內的車行道路。這樣的做法讓小組能夠測試場景佈置、燈光、特效、設施車輛所需的空間，以及動作機件。
迪士尼在1995年11月16日提出了設施系統的專利申請，禁忌之眼魔宮在1995年3月3日在加州迪士尼樂園開幕。設施營運後獲得了極大的成功，迪士尼的幻想工程小組也開始進行東京迪士尼海洋版本的設計。「印第安納瓊斯冒險旅程：水晶骷髏頭魔宮」在2001年9月4日正式對外開放。

## 故事設定
這項遊樂設施坐落於東京迪士尼海洋內的失落河三角洲，區域是以南美洲的未知地點為設計概念。印地安納·瓊斯博士正在阿茲特克的神廟內尋找由水晶骷髏頭（クリスタルスカル）守護的青春之泉（若さの泉）。雖然設施的名稱與之後推出的第四部《印第安納瓊斯》電影相近，但兩者之間在設計與場景上並無任何共通點。

## 造景
水晶骷髏頭魔宮的外觀是參考阿茲特克文明的金字塔與神廟建造而成。設計上受到了古代南美洲建築和藝術文化的影響。第一座金字塔內部的大房間裡有著南美洲風格的壁畫，排隊動線的沿途有許多散落的骨骸。隊伍動線穿越多個設計風格近似的複雜密室。

## 外部連結
- 印第安納瓊斯冒險旅程：水晶骷髏頭魔宮（東京迪士尼海洋官方網站）